# Entraînement des cycles circadiens
L'entraînement des rythmes circadiens est une méthode expérimentale utilisée en chronobiologie qui consiste en la modification délibérée d’un rythme biologique par un stimulus externe (exposition à la lumière, changements de température, etc) nommé zeitgeber. L'entraînement peut se faire sur différents organismes, allant des plantes aux animaux,. Les rythmes endogènes circadiens suivent des cycles avoisinant les 24h, leur permettant de s’ajuster aux signaux environnementaux externes. Il est donc possible d’exploiter cette adaptabilité en laboratoire afin de créer des avances et des délais relativement importants dans l’horloge interne des organismes. Lorsqu’il est effectué correctement, la période du rythme (t) se calque sur celle du stimulus expérimental (T).

## Historique
L'entraînement des rythmes circadiens remonte aux premiers balbutiements de la chronobiologie. En effet, dès 1832, Augustin Pyrame de Candolle effectue l'entraînement de la sensitive en utilisant des cycles jour/nuit, en exposant les plantes à la lumière durant la nuit et à l’obscurité durant la journée. Il est le premier scientifique à réussir à moduler un rythme circadien chez un être vivant en utilisant un stimulus externe. L’entraînement des rythmes circadiens chez d’autres espèces, entre autres chez les mammifères et les insectes, vont se développer avec la naissance de la chronobiologie comme discipline scientifique vers la fin des années 1950. Les essais sur les humains débuteront peu de temps après avec les travaux de Jürgen Aschoff et Rutger Wever. Ces deux scientifiques allemands ont étudié les horloges circadiennes humaines en plaçant des volontaires dans des bunkers souterrains. Leur contribution a jeté les bases de l'entraînement des rythmes circadiens et celui-ci fait maintenant partie intégrante du domaine de la chronobiologie.

## Critères de base
Pour s’assurer que le rythme observé en conditions environnementales est bel et bien soumis à un entraînement, certains critères doivent être respectés :
D’abord, en l’absence d’un zeitgeber, la période endogène t  doit être différente de celle que l’on souhaite imposer. Par exemple, dans le cas où le zeitgeber est un cycle jour/nuit, on place d’abord l’organisme dans le noir complet pour pouvoir mesurer le rythme endogène (période t). Ensuite, l’entrainement à ce stimulus peut commencer lorsque l’organisme est placé en condition LD (12 heures de lumière, 12 heures de noirceur) et on pourra observer un ajustement graduel de l’horloge de l’organisme. Lorsque la période endogène sera parfaitement calquée sur la période T du zeitgeber (période de 24h exactement), on pourra qualifier cette modification d’entraînement.
Le second critère est que les oscillations circadiennes en présence du zeitgeber doivent suivre la même relation de phase que ce dernier. Donc, si le stimulus est modifié, par exemple un changement dans le temps d’exposition à la lumière dans le cycle LD, la phase du rythme devrait suivre le Zeitberger, et non plus répondre à celle de l’horloge interne.

## Lemasking
Il est important de noter que les conditions environnementales peuvent affecter directement les comportements (outputs) de l’organisme sans qu’il y ait entraînement des rythmes circadiens, particulièrement lors d’études impliquant des stimuli externes (température, lumière, etc). Ce phénomène se nomme masking. Par exemple, l’impact d’un stimulus lumineux n’aura pas le même effet chez un animal nocturne que chez un organisme diurne. On peut distinguer l'entraînement du masking par plusieurs caractéristiques: le critère le plus important est le fait que le rythme endogène, après une exposition à un zeitgeber, reviendra à son rythme normal à un moment du jour déterminé par le zeitgeber. De plus, la position de phase d’un rythme entraîné est la plupart du temps en anticipation du zeitgeber.

## Les protocoles courants

### Synchroniseurs
Les synchroniseurs, ou Zeitbeger, sont des composantes exogènes qui viennent entraîner et moduler les rythmes biologiques déjà existants. Il s’agit de facteurs tels que l’alternance entre lumière/obscurité, sommeil/éveil ou chaud/froid. Chez l’humain, les synchroniseurs sont davantage de nature socio-écologique tels que l’heure des repas ou les périodes d’activité/repos. Les Zeitbeger sont utilisés dans plusieurs études de chronobiologie afin d’étudier l’impact de changement environnementaux sur les rythmes biologiques
Libre cours
Le protocole de type libre cours implique des expériences effectuées en conditions constantes et place le sujet en isolement temporel. L’utilisation de synchronisateur n’est pas nécessaire.
Par exemple, une expérience réalisée en 2003 par une équipe montréalaise utilise ce protocole : le temps de sommeil du sujet a été ajusté de minuit à 8h00 durant les premiers 4 jours de l'expérience afin de produire un cycle éveil-sommeil de 24 heures. À partir du 5e jour, le sujet est isolé de tout indice temporel afin de mesurer comment son horloge interne s'ajuste (période t). Les observations obtenues ont indiqué que le sujet a tendance à s’endormir et à se réveiller plus tard qu'à l’habitude. Le rythme reste tout de même régulier, mais la périodicité est plus longue (24.5 heures au lieu de 24 heures). L’intervention d’un stimulus externe n’est donc pas nécessaire pour induire une légère modification de la période endogène du sujet. Dans ce cas, c’est l’impossibilité d’obtenir un repère temporel qui amènera l’horloge interne du sujet à se décaler par rapport à la normale.

### Désynchronisation forcée
La désynchronisation forcée est un protocole qui fit son apparition dans les années 1980. Il vise à désynchroniser l’horloge circadienne du cycle éveil-sommeil en imposant des délais ou des avances nettement différentes de l'horloge endogène habituelle de 24 heures (par exemple 14 heures ou 32 heures). Les rythmes biologiques ne pouvant pas se synchroniser à des cycles inférieurs à 22 heures ou supérieurs à 26 heures, ce protocole induit un décalage si important qu’il permet la détection de la période endogène t véritable du corps, ce qui peut être intéressant dans certains contextes d’étude où l’on veut éliminer ou mesurer l’impact du cycle éveil-sommeil sur les rythmes biologiques. Cependant, ces modifications de la période endogène s’obtiennent à l’aide d’un isolement temporel important et d’un long entraînement, souvent sur plusieurs semaines, ce qui rend ce protocole moins populaire.

## Limites de l'entraînement
Il y a effectivement des limites à l'entraînement de l’horloge. Certains rythmes biologiques ne peuvent pas s’adapter à des périodes trop longues ou trop courtes, ce qui peut influencer les résultats de l’entrainement. Cela dit, lors de l’entraînement, il y aura, tôt ou tard, un changement dans l’angle de la phase étudié. En effet, un décalage vers des avances de phase et des délais importants finira nécessairement par se produire, car la période endogène est complètement dépendante de celle du Zeitbeger, et un moindre changement de celui-ci finira par avoir des répercussions. De plus, la force du zeitgeber détermine combien l’horloge circadienne du sujet peut être entraîné. Cette force s’établit en fonction de l’amplitude du stimulus et de la sensibilité du sujet à ce dernier. Ainsi, plus le Zeitbeger est fort, plus l’horloge peut supporter un entraînement important, limitant les décalages de phase normalement observés. Si, à l’inverse, le Zeitbeger est faible, l’entraînement de l’horloge se fera peu ou pas du tout.

## Exemple d'entraînement des rythmes circadiens

### Cycles LD chez le hamster
Une étude effectuée par une équipe américaine en 1969 a permis d’établir les bases du modèle d’entraînement en cycles jour-nuit (LD). Lors de cette étude, diverses espèces de rongeurs diurnes et nocturnes ont été exposées à divers cycles LD, de durées et d’intensités lumineuses différentes afin de vérifier l’impact de ces derniers sur l’entraînement. Il a été conclu que l'intensité lumineuse permet d’accélérer ou de ralentir le rythme normal. De plus, l’amplitude des cycles jour/nuit a un effet direct sur la capacité de l’entraînement. En effet, lorsque l’amplitude devient trop grande ou trop faible pour générer un entraînement, et que l’animal perd ses repères temporels, le phénomène de libre cours se produit. Les conclusions de cette étude ont permis d’établir une courbe de vélocité de réponse afin de cibler les moments du cycle propices à une plus grande sensibilité au Zeitbeger de la part des sujets, mais aussi l’impact de l’intensité absolue de la lumière utilisée.
Le hamster est également un des modèles mammifères les plus étudiés. Plusieurs études s'en sont servies pour déterminer la source de l’horloge interne et comment celle-ci pouvait se synchroniser avec des cycles LD. On sait maintenant que l’horloge centrale des mammifères se trouve dans les noyaux suprachiasmatiques (NSC) qui se situent juste au-dessus du chiasma optique dans la partie extérieure de l'hippocampe. Dans une expérience menée en 1995, on a voulu évaluer le rôle des NSC dans le rythme circadien du hamster. Les chercheurs y ont induit des lésions pour évaluer l’impact de celle-ci sur la réponse aux stimuli lumineux. Dans le cas où les NSC sont intacts, le rythme circadien est normal, tandis que dans le cas des animaux ayant subi des lésions, les chercheurs ont noté une grande arythmie dans la période endogène d’activité. Les chercheurs ont ensuite procédé à une greffe de tissu sain du NSC et la rythmicité s’est rétablie avec la période endogène du donneur. Ces conclusions ont pu déterminer que le NSC est bel et bien la source de l’horloge des mammifères, ce qui explique la grande influence des cycles lumineux comme zeitgeber.

### La température chez la drosophile
La température est un autre zeitgeber important entraînant les rythmes circadiens, notamment chez les animaux poïkilothermes. Le phénomène est particulièrement bien expliqué chez Drosophila pseudoobscura et Drosophila melanogaster,.
Une étude menée chez Drosophila melanogaster a montré que les individus du type sauvage voient leurs rythmes entraînés par des cycles de températures (thermophase/cryophase) sous condition d’isolement temporel en lumière constante (LL), montrant des périodes d’activité sur des intervalles importants (entre 8 et 32 heures). Sous des conditions en obscurité constante (DD), les intervalles d’entraînement tournent autour de 24h. Des mutants pour les quatre principaux gènes de l’horloge (tim, per, dClocket cyc) ont été produits et soumis à un cycle de température. Les mutants sont effectivement entraînés et leurs rythmes viennent se calquer sur les cycles de températures.
De plus, une étude menée sur Drosophila pseudoobscura a aussi pu déterminer que la température avait un effet sur les rythmes biologiques, en évaluant l’impact de celle-ci sur l’éclosion des adultes. Les chercheurs ont utilisé des pulsations de température, en augmentant ou diminuant celle-ci sur une courte période afin d’en évaluer les impacts. Ils ont conclu que la température joue bel et bien un rôle dans l’influence des temps d’éclosion, soit que les augmentations de température créent des avances de phases et que, à l’inverse, les diminutions créent des délais. La température peut donc entraîner les rythmes circadiens chez la drosophile, mais est un agent moins puissant que le cycle jour/nuit.